# Åsa Malmström
Åsa Linda Malmström, född 14 september 1973 i Stockholm, är en svensk politiker och tjänsteman (folkpartist). Hon var stabschef för Jan Björklund, utbildningsminister, 2013-2014.

## Biografi
Åsa Malmström har varit ledarskribent på Hälsingetidningar, vilket inbegriper Ljusnan, Ljusdals-Posten, Söderhamns-Kuriren och Hudiksvalls Tidning. Hon har också varit pressekreterare i Folkpartiets partiledarstab, förbundssekreterare i LUF och kanslichef för Folkpartiet i Stockholms stadshus. Som förbundssekreterare i Liberala Ungdomsförbundet var hon verksam 1995–1996 och 1997–1999. Hon är styrelseledamot i Bertil Ohlininstitutet.
Malmström är bosatt på Hälsingegården Ol-Ers, Järvsö, Hälsingland, där hon och hennes familj driver en konferensanläggning.
Sedan januari 2023 är Åsa Malmström politiskt sakkunnig hos klimat- och miljöminister Romina Pourmokhtari.
Hon är dotter till professor Sten Malmström, som dog redan 1979, och Ulrika Elvin Malmström. 